# Hollow (Bleach)
În seria de anime și manga Bleach, hollows sunt principalele personaje negative. Ei sunt spirite malefice ce trăiesc în Hueco Mundo dar călătoresc în lumea celor oamenilor pentru a se hrăni cu sufletele celor vii și celor morți. Ca și Shinigami, hollows sunt facuți din materie spirituală și nu pot fi detectați de către oamenii normali. Procesul prin care un plus se transformă în hollow durează câteva luni(chiar mai mult), depinzând de lungimea Chain of Destiny (因果の鎖, inga no kusari?, Chain of Fate, Lanț al Destinului), care iese din centrul pieptului acestuia. Când lanțul dispare cu totul, sufletul este transformat într-o formă unică, monstruoasă cu o vagă mască de schelet și o mare gaură unde lanțul a fost odată conectat. Deși majoritatea hollows pot fi învinși de un shinigami de putere medie, sunt unii care îi întrec în putere și pe cei mai puternici shinigami. Toți hollows poartă o masca alba, dar un grup mic de hollows le-au spart, devenind Arrancar. Spărgând maștile, acești hollows redobândesc rațiunea, obtinând uneori și forma humanoidă, și acces la puteri de shinigami